# Quatrième district congressionnel du Mississippi
Le 4e district congressionnel du Mississippi couvre la région sud-est de l'État. Il comprend toute la côte du golfe du Mississippi, s'étendant sur quatre-vingt-dix milles entre la frontière de l'Alabama à l'est et la frontière de la Louisiane à l'ouest, et s'étend au nord dans la région de Pine Belt. Il comprend trois des quatre villes les plus peuplées du Mississippi : Gulfport, Biloxi et Hattiesburg. Les autres grandes villes du district comprennent Bay St. Louis, Laurel et Pascagoula. Le district est actuellement représenté par le Républicain Mike Ezell. Avec un indice de vote CPVI de R+22, c'est le district le plus Républicain du Mississippi.
De la création d'un État à l'élection de 1846, le Mississippi a élu des Représentants dans tout l'État sur un seul bulletin. De 1973 à 2003, le district comprenait la majeure partie de Jackson, la totalité de Natchez et la partie sud-ouest de l'État. En 2003, après que le Mississippi ait perdu un siège lors du redécoupage, l'ancien 4e district a été éliminé. La plupart des habitants de Jackson, ainsi que la majeure partie des électeurs noirs du district, ont été attirés dans le 2e district, tandis que l'est de Jackson et la plupart des banlieues de Jackson ont été attirés dans le 3e district. En conséquence, la majeure partie de l'ancien 5e district a été redéfinie pour devenir le nouveau 4e district.
Le périmètre du 4e district actuel s'étend sur quatre-vingt-dix milles de la côte sud du Mississippi, de la frontière de la Louisiane à la frontière de l'Alabama, en suivant la frontière nord de l'État de l'Alabama le long de la frontière est de l'État jusqu'à un point situé plein à l'est de Quitman dans le Comté de Clarke. où il est délimité par le 3e district, puis se déplace de manière irrégulière au sud de Quitman jusqu'à ce qu'il atteigne la limite du comté avec le Comté de Wayne, puis suit les frontières nord et ouest pour contenir entièrement les comtés de Jones, Forrest, Lamar et Marion jusqu'à ce qu'il atteigne la frontière de l'État de la Louisiane, finalement délimitée par la Pearl River qui serpente jusqu'à son embouchure dans le Lac Borgne.
L'Interstate 59 est une route nord-sud importante qui traverse le district, tandis que l'Interstate 10 côtière constitue la principale route est-ouest de la Nouvelle-Orléans à Mobile. L'US Highway 49 est une voie d'évacuation vitale en cas d'ouragan et comporte quatre voies de Gulfport à Jackson. L'US Highway 84 entre dans l'État près de Waynesboro et s'étend sur quatre voies dans tout l'État, passant par Laurel, Brookhaven et Natchez.

## Géographie
Le 4e district comprend tous les comtés suivants, à l'exception de Jones, qu'il partage avec le 3e district. Les communautés du Comté de Jones dans le 4e district comprennent Soso, Ellisville, Moselle, Ovett, Eastabuchie (partagée avec le Comté de Forrest) et la majeure partie de Laurel.
| #   | Comté       | Siège              | Population |
| --- | ----------- | ------------------ | ---------- |
| 35  | Forrest     | Hattiesburg        | 78 208     |
| 39  | George      | Lucedale           | 25 619     |
| 41  | Greene      | Leakesville        | 13 601     |
| 45  | Hancock     | Bay St. Louis      | 46 159     |
| 47  | Harrison    | Gulfport, Biloxi   | 210 612    |
| 59  | Jackson     | Pascagoula         | 146 389    |
| 67  | Jones       | Laurel, Ellisville | 66 250     |
| 73  | Lamar       | Purvis             | 66 217     |
| 109 | Pearl River | Poplarville        | 57 978     |
| 111 | Perry       | New Augusta        | 11 315     |
| 131 | Stone       | Wiggins            | 18 756     |
| 153 | Wayne       | Waynesboro         | 19 703     |

## Histoire
Le district, comme la majeure partie du Mississippi, est construit sur une forte histoire agricole. Politiquement, le district a été conservateur même selon les normes du Mississippi. Ce qui est aujourd'hui le 4e n'a plus soutenu le candidat démocrate officiel à la présidence depuis 1956. Depuis le tournant du millénaire, il a donné au candidat républicain à la présidentielle sa marge la plus élevée de l'État.
Longtemps après que cette région soit devenue solidement républicaine au niveau fédéral, des démocrates conservateurs, comme Gene Taylor, membre du Congrès de longue date, occupaient encore un certain nombre de postes locaux. Néanmoins, il était acquis d’avance que Taylor serait remplacé par un républicain. Cela s'est produit en 2010, lorsque Palazzo, alors Représentant de l'État, a battu Taylor de justesse lors de la vague républicaine massive de cette année-là. Depuis lors, les démocrates n’ont présenté que des challengers nominaux dans le district ; un seul Démocrate a obtenu ne serait-ce que 30 % des voix. En effet, les démocrates n'ont même pas présenté de candidat en 2020. La victoire de Palazzo a déclenché une vague de victoires républicaines aux élections, et aujourd'hui, il n'y a presque plus d'élus démocrates au-dessus du niveau du comté. Soulignant cela, Taylor a cherché à reprendre son ancien siège en 2014 en tant que Républicain.
Trois des quatre villes les plus peuplées du Mississippi, Gulfport, Biloxi et Hattiesburg, se trouvent dans le quatrième district. Les autres grandes villes du district comprennent Bay St. Louis, Laurel et Pascagoula.

### Comtés
Depuis 2013, l'ensemble des comtés de Hancock, Harrison, Jackson, Pearl River, Stone, George, Marion, Lamar, Forrest, Perry, Greene, Jones et Wayne, ainsi que la partie sud-est de Clarke sont comptés dans ce district.
Puis, en 2021, le Comté de Clarke est redécoupé en un seul comté et est ajouté au 3e district avec le Comté de Marion. Le Comté de Jones, quant à lui, a été divisé en deux parties grâce au redécoupage de 2020, la partie nord du comté étant ajoutée au 3e district et le reste du comté dans ce district.

## Historique de vote
| Année | Poste            | Résultats                  |
| ----- | ---------------- | -------------------------- |
| 2000  | Président        | Bush 54,0 % – 44,0 %       |
| 2004  | Président        | Bush 68,0 % – 31,0 %       |
| 2008  | Président        | McCain 67,0 % – 32,0 %     |
| 2012  | Président        | Romney 68,0 % – 31,0 %     |
| 2016  | Président        | Trump 69,0 % – 28,0 %      |
| 2018  | Sénat            | Wicker 68,0 % - 30,0 %     |
| 2018  | Sénat (Spéciale) | Hyde-Smith 65,0 % - 35,0 % |
| 2019  | Gouverneur       | Reeves 63,0 % - 35,0 %     |
| 2020  | Président        | Trump 68,0 % – 30,0 %      |
| 2020  | Sénat            | Hyde-Smith 63,0 % - 34,0 % |

## Liste des Représentants du district
| Membre                          | Parti        | Années                            | Congrès     | Histoire électorale | Zone géographique                     |
| ------------------------------- | ------------ | --------------------------------- | ----------- | --- | ------------------------------------- |
| District établit le 4 mars 1847 |              |                                   |             | |                                       |
| Albert G. Brown (en)            | Démocrate    | 4 mars 1847 - 3 mars 1853         | 30e - 32e   | Élu en 1847. Réélu en 1849. Réélu en 1851. Retrait.                                                                                                 |                                       |
| Wiley Pope Harris (en)          | Démocrate    | 4 mars 1853 - 3 mars 1855         | 33e         | Élu en 1853. Retrait. |                                       |
| William Augustus Lake (en)      | Know Nothing | 4 mars 1855 - 3 mars 1857         | 34e         | Élu en 1855. perd sa réélection. |                                       |
| Otho Robards Singleton (en)     | Démocrate    | 4 mars 1857 - 12 janvier 1861     | 35e , 36e   | Élu en 1857. Réélu en 1859. Retrait à cause de la Guerre de Sécession.                                                                              |                                       |
| Vacant                          | Vacant       | 12 janvier 1861 - 23 février 1870 | 36e - 41e   | Guerre de Sécession et Reconstruction | Guerre de Sécession et Reconstruction |
| George Colin McKee (en)         | Républicain  | 23 février 1870 - 3 mars 1873     | 41e , 42e   | Élu en 1868, mais l'élection est rejetée par la Chambre. Élu à nouveau en 1869 pour finir le mandat et le suivant. Redécoupage vers le 5e district. |                                       |
| Jason Niles (en)                | Républicain  | 4 mars 1873 - 3 mars 1875         | 43e         | Élu en 1872. perd sa réélection. |                                       |
| Otho Robards Singleton (en)     | Démocrate    | 4 mars 1875 - 3 mars 1883         | 44e - 47e   | Élu en 1874. Réélu en 1876. Réélu en 1878. Réélu en 1880. Redécoupage vers le 5e district.                                                          |                                       |
| Hernando D. Money (en)          | Démocrate    | 4 mars 1883 - 3 mars 1885         | 48e         | Redécoupage depuis le 3e district et réélu en 1882. Retrait.                                                                                        |                                       |
| Frederick G. Barry (en)         | Démocrate    | 4 mars 1885 - 3 mars 1889         | 49e , 50e   | Élu en 1884. Réélu en 1886. Retrait. |                                       |
| Clarke Lewis (en)               | Démocrate    | 4 mars 1889 - 3 mars 1893         | 51e , 52e   | Élu en 1888. Réélu en 1890. Retrait. |                                       |
| Hernando D. Money (en)          | Démocrate    | 4 mars 1893 - 3 mars 1897         | 53e , 54e   | Élu en 1892. Réélu en 1894. Retrait. |                                       |
| Andrew F. Fox (en)              | Démocrate    | 4 mars 1897 - 3 mars 1903         | 55e , 57e   | Élu en 1896. Réélu en 1898. Réélu en 1900. Retrait.                                                                                                 |                                       |
| Wilson S. Hill (en)             | Démocrate    | 4 mars 1903 - 3 mars 1909         | 58e - 60e   | Élu en 1902. Réélu en 1904. Réélu en 1906. perd sa renomination.                                                                                    |                                       |
| Thomas U. Sisson (en)           | Démocrate    | 4 mars 1909 - 3 mars 1923         | 61e - 67e   | Élu en 1908. Réélu en 1910. Réélu en 1912. Réélu en 1914. Réélu en 1916. Réélu en 1918. Réélu en 1920. perd sa renomination.                        |                                       |
| T. Jeff Busby (en)              | Démocrate    | 4 mars 1923 - 3 janvier 1935      | 68e - 73e   | Élu en 1922. Réélu en 1924. Réélu en 1926. Réélu en 1928. Réélu en 1930. Réélu en 1932. perd sa renomination.                                       |                                       |
| Aaron L. Ford (en)              | Démocrate    | 3 janvier 1935 - 3 janvier 1943   | 74e - 77e   | Élu en 1934. Réélu en 1936. Réélu en 1938. Réélu en 1940. perd sa renomination.                                                                     |                                       |
| Thomas G. Abernethy             | Démocrate    | 3 janvier 1943 - 3 janvier 1953   | 78e - 82e   | Élu en 1942. Réélu en 1944. Réélu en 1946. Réélu en 1948. Réélu en 1950. Redécoupage vers le 1er district.                                          |                                       |
| John B. Williams (en)           | Démocrate    | 3 janvier 1953 - 3 janvier 1963   | 83e - 87e   | Redécoupage depuis le 7e district et réélu en 1952. Réélu en 1954. Réélu en 1956. Réélu en 1958. Réélu en 1960. Redécoupage vers le 3e district.    |                                       |
| W. Arthur Winstead (en)         | Démocrate    | 3 janvier 1963 - 3 janvier 1965   | 88e         | Redécoupage depuis le 5e district et réélu en 1962. perd sa réélection.                                                                             |                                       |
| Prentiss Walker (en)            | Républicain  | 3 janvier 1965 - 3 janvier 1967   | 89e         | Élu en 1964. Retrait pour se présenter comme Sénateur des États-Unis.                                                                               |                                       |
| Sonny Montgomerry (en)          | Démocrate    | 3 janvier 1967 - 3 janvier 1973   | 90e - 92e   | Élu en 1966. Réélu en 1968. Réélu en 1970. Redécoupage vers le 3e district.                                                                         |                                       |
| Thad Cochran                    | Républicain  | 3 janvier 1973 - 26 décembre 1978 | 93e - 95e   | Élu en 1972. Réélu en 1974. Réélu en 1976. Retrait pour se présenter comme Sénateur des États-Unis et démissionne lorsqu'élu.                       |                                       |
| Vacant                          | Vacant       | 26 décembre 1978 - 3 janvier 1979 | 95e         | |                                       |
| Jon Hinson                      | Républicain  | 3 janvier 1979 - 13 avril 1981    | 96e , 97e   | Élu en 1978. Réélu en 1980. Démissionne à cause d'une arrestation pour tentative de sodomie.                                                        |                                       |
| Vacant                          | Vacant       | 13 avril 1981 - 7 juillet 1981    | 97e         | |                                       |
| Wayne Dowdy (en)                | Démocrate    | 7 juillet 1981 - 3 janvier 1989   | 97e - 100e  | Élu pour terminer le mandat d'Hinson. Réélu en 1982. Réélu en 1984. Réélu en 1986. Retrait pour se présenter comme Sénateur des États-Unis.         |                                       |
| Mike Parker (en)                | Démocrate    | 3 janvier 1989 - 10 novembre 1995 | 101e - 105e | Élu en 1988. Réélu en 1990. Réélu en 1992. Réélu en 1994. Réélu en 1996. Retrait pour se présenter comme Gouverneur du Mississippi.                 |                                       |
| Mike Parker (en)                | Républicain  | 10 novembre 1995 - 3 janvier 1999 | 101e - 105e | Élu en 1988. Réélu en 1990. Réélu en 1992. Réélu en 1994. Réélu en 1996. Retrait pour se présenter comme Gouverneur du Mississippi.                 |                                       |
| Ronnie Shows (en)               | Démocrate    | 3 janvier 1999 - 3 janvier 2003   | 106e , 107e | Élu en 1998. Réélu en 2000. Redécoupage vers le 3e district et perd sa réélection.                                                                  |                                       |
| Gene Taylor (en)                | Démocrate    | 3 janvier 2003 - 3 janvier 2011   | 108e - 111e | Redécoupage depuis le 5e district et réélu en 2002. Réélu en 2004. Réélu en 2006. Réélu en 2008. perd sa réélection.                                | 2003–2013                             |
| Steven Palazzo                  | Républicain  | 3 janvier 2011 - 3 janvier 2023   | 112e - 117e | Élu en 2010. Réélu en 2012. Réélu en 2014. Réélu en 2016. Réélu en 2018. Réélu en 2020. perd sa renomination.                                       | 2003–2013                             |
| Steven Palazzo                  | Républicain  | 3 janvier 2011 - 3 janvier 2023   | 112e - 117e | Élu en 2010. Réélu en 2012. Réélu en 2014. Réélu en 2016. Réélu en 2018. Réélu en 2020. perd sa renomination.                                       | 2013–2023                             |
| Mike Ezell                      | Républicain  | 3 janvier 2023 - Présent          | 118e        | Élu en 2022. | 2023–Présent                          |

## Résultats des récentes élections
Voici les résultats des dix précédents cycles électoraux dans le district.

### 2004
| Élection de 2004 du 4e district congressionnel du Mississippi | Élection de 2004 du 4e district congressionnel du Mississippi | Élection de 2004 du 4e district congressionnel du Mississippi | Élection de 2004 du 4e district congressionnel du Mississippi | Élection de 2004 du 4e district congressionnel du Mississippi |
| ------------------------------------------------------------- | ------------------------------------------------------------- | ------------------------------------------------------------- | ------------------------------------------------------------- | ------------------------------------------------------------- |
| Parti                                                         | Parti                                                         | Candidat                                                      | Votes                                                         | %                                                             |
|                                                               | Démocrate                                                     | Gene Taylor (en) (sortant)                                    | 181 614                                                       | 64,77                                                         |
|                                                               | Républicain                                                   | Mike Lott                                                     | 96 740                                                        | 34,50                                                         |
|                                                               | Réforme                                                       | Tracella Hill                                                 | 2 028                                                         | 0,72                                                          |
| Total des votes                                               | Total des votes                                               | Total des votes                                               | 280 382                                                       | 100 %                                                         |
|                                                               | Les Démocrates conservent                                     |                                                               |                                                               |                                                               |

### 2006
| Élection de 2006 du 4e district congressionnel du Mississippi | Élection de 2006 du 4e district congressionnel du Mississippi | Élection de 2006 du 4e district congressionnel du Mississippi | Élection de 2006 du 4e district congressionnel du Mississippi | Élection de 2006 du 4e district congressionnel du Mississippi |
| ------------------------------------------------------------- | ------------------------------------------------------------- | ------------------------------------------------------------- | ------------------------------------------------------------- | ------------------------------------------------------------- |
| Parti                                                         | Parti                                                         | Candidat                                                      | Votes                                                         | %                                                             |
|                                                               | Démocrate                                                     | Gene Taylor (en) (sortant)                                    | 110 996                                                       | 79,79                                                         |
|                                                               | Républicain                                                   | Randall "Randy" McDonnell                                     | 28 117                                                        | 20,21                                                         |
| Total des votes                                               | Total des votes                                               | Total des votes                                               | 139 113                                                       | 100 %                                                         |
|                                                               | Les Démocrates conservent                                     |                                                               |                                                               |                                                               |

### 2008
| Élection de 2008 du 4e district congressionnel du Mississippi | Élection de 2008 du 4e district congressionnel du Mississippi | Élection de 2008 du 4e district congressionnel du Mississippi | Élection de 2008 du 4e district congressionnel du Mississippi | Élection de 2008 du 4e district congressionnel du Mississippi |
| ------------------------------------------------------------- | ------------------------------------------------------------- | ------------------------------------------------------------- | ------------------------------------------------------------- | ------------------------------------------------------------- |
| Parti                                                         | Parti                                                         | Candidat                                                      | Votes                                                         | %                                                             |
|                                                               | Démocrate                                                     | Gene Taylor (en) (sortant)                                    | 216 542                                                       | 74,54                                                         |
|                                                               | Républicain                                                   | John McCay III                                                | 73 977                                                        | 25,46                                                         |
| Total des votes                                               | Total des votes                                               | Total des votes                                               | 290 519                                                       | 100 %                                                         |
|                                                               | Les Démocrates conservent                                     |                                                               |                                                               |                                                               |

### 2010
| Élection de 2010 du 4e district congressionnel du Mississippi | Élection de 2010 du 4e district congressionnel du Mississippi | Élection de 2010 du 4e district congressionnel du Mississippi | Élection de 2010 du 4e district congressionnel du Mississippi | Élection de 2010 du 4e district congressionnel du Mississippi |
| ------------------------------------------------------------- | ------------------------------------------------------------- | ------------------------------------------------------------- | ------------------------------------------------------------- | ------------------------------------------------------------- |
| Parti                                                         | Parti                                                         | Candidat                                                      | Votes                                                         | %                                                             |
|                                                               | Républicain                                                   | Steven Palazzo                                                | 105 613                                                       | 51,93                                                         |
|                                                               | Démocrate                                                     | Gene Taylor (en) (sortant)                                    | 95 243                                                        | 46,83                                                         |
|                                                               | Libertarien                                                   | Tim Hampton                                                   | 1 741                                                         | 0,86                                                          |
|                                                               | Réforme                                                       | Anna Revies                                                   | 787                                                           | 0,39                                                          |
| Total des votes                                               | Total des votes                                               | Total des votes                                               | 203 384                                                       | 100 %                                                         |
|                                                               | Les Républicains prennent aux Démocrates                      |                                                               |                                                               |                                                               |

### 2012
| Élection de 2012 du 4e district congressionnel du Mississippi | Élection de 2012 du 4e district congressionnel du Mississippi | Élection de 2012 du 4e district congressionnel du Mississippi | Élection de 2012 du 4e district congressionnel du Mississippi | Élection de 2012 du 4e district congressionnel du Mississippi |
| ------------------------------------------------------------- | ------------------------------------------------------------- | ------------------------------------------------------------- | ------------------------------------------------------------- | ------------------------------------------------------------- |
| Parti                                                         | Parti                                                         | Candidat                                                      | Votes                                                         | %                                                             |
|                                                               | Républicain                                                   | Steven Palazzo (sortant)                                      | 182 998                                                       | 64,1                                                          |
|                                                               | Démocrate                                                     | Matt Moore                                                    | 82 344                                                        | 28,9                                                          |
|                                                               | Libertarien                                                   | Ron Williams                                                  | 17 982                                                        | 6,3                                                           |
|                                                               | Réforme                                                       | Robert Claunch                                                | 2 108                                                         | 0,7                                                           |
| Total des votes                                               | Total des votes                                               | Total des votes                                               | 285 432                                                       | 100 %                                                         |
|                                                               | Les Républicains conservent                                   |                                                               |                                                               |                                                               |

### 2014
| Élection de 2014 du 4e district congressionnel du Mississippi | Élection de 2014 du 4e district congressionnel du Mississippi | Élection de 2014 du 4e district congressionnel du Mississippi | Élection de 2014 du 4e district congressionnel du Mississippi | Élection de 2014 du 4e district congressionnel du Mississippi |
| ------------------------------------------------------------- | ------------------------------------------------------------- | ------------------------------------------------------------- | ------------------------------------------------------------- | ------------------------------------------------------------- |
| Parti                                                         | Parti                                                         | Candidat                                                      | Votes                                                         | %                                                             |
|                                                               | Républicain                                                   | Steven Palazzo (sortant)                                      | 108 776                                                       | 69,9                                                          |
|                                                               | Démocrate                                                     | Matt Moore                                                    | 37 869                                                        | 24,3                                                          |
|                                                               | Indépendant                                                   | Cindy Burleson                                                | 3 684                                                         | 2,4                                                           |
|                                                               | Libertarien                                                   | Joey Robinson                                                 | 3 473                                                         | 2,2                                                           |
|                                                               | Réforme                                                       | Eli Jackson                                                   | 917                                                           | 0,6                                                           |
|                                                               | Indépendant                                                   | Ed Reich                                                      | 857                                                           | 0,6                                                           |
| Total des votes                                               | Total des votes                                               | Total des votes                                               | 155 576                                                       | 100 %                                                         |
|                                                               | Les Républicains conservent                                   |                                                               |                                                               |                                                               |

### 2016
| Élection de 2016 du 4e district congressionnel du Mississippi | Élection de 2016 du 4e district congressionnel du Mississippi | Élection de 2016 du 4e district congressionnel du Mississippi | Élection de 2016 du 4e district congressionnel du Mississippi | Élection de 2016 du 4e district congressionnel du Mississippi |
| ------------------------------------------------------------- | ------------------------------------------------------------- | ------------------------------------------------------------- | ------------------------------------------------------------- | ------------------------------------------------------------- |
| Parti                                                         | Parti                                                         | Candidat                                                      | Votes                                                         | %                                                             |
|                                                               | Républicain                                                   | Steven Palazzo (sortant)                                      | 181 323                                                       | 65,0                                                          |
|                                                               | Démocrate                                                     | Mark Gladney                                                  | 77 505                                                        | 27,8                                                          |
|                                                               | Libertarien                                                   | Richard Blake McCluskey                                       | 14 687                                                        | 5,3                                                           |
|                                                               | Réforme                                                       | Shawn O'Hara                                                  | 5 264                                                         | 1,9                                                           |
| Total des votes                                               | Total des votes                                               | Total des votes                                               | 278 779                                                       | 100 %                                                         |
|                                                               | Les Républicains conservent                                   |                                                               |                                                               |                                                               |

### 2018
| Élection de 2018 du 4e district congressionnel du Mississippi | Élection de 2018 du 4e district congressionnel du Mississippi | Élection de 2018 du 4e district congressionnel du Mississippi | Élection de 2018 du 4e district congressionnel du Mississippi | Élection de 2018 du 4e district congressionnel du Mississippi |
| ------------------------------------------------------------- | ------------------------------------------------------------- | ------------------------------------------------------------- | ------------------------------------------------------------- | ------------------------------------------------------------- |
| Parti                                                         | Parti                                                         | Candidat                                                      | Votes                                                         | %                                                             |
|                                                               | Républicain                                                   | Steven Palazzo (sortant)                                      | 152 633                                                       | 68,2                                                          |
|                                                               | Démocrate                                                     | Jeramey Anderson                                              | 68 787                                                        | 30,8                                                          |
|                                                               | Réforme                                                       | Lajena Sheets                                                 | 2 312                                                         | 1,0                                                           |
| Total des votes                                               | Total des votes                                               | Total des votes                                               | 223 732                                                       | 100 %                                                         |
|                                                               | Les Républicains conservent                                   |                                                               |                                                               |                                                               |

### 2020
| Élection de 2020 du 4e district congressionnel du Mississippi | Élection de 2020 du 4e district congressionnel du Mississippi | Élection de 2020 du 4e district congressionnel du Mississippi | Élection de 2020 du 4e district congressionnel du Mississippi | Élection de 2020 du 4e district congressionnel du Mississippi |
| ------------------------------------------------------------- | ------------------------------------------------------------- | ------------------------------------------------------------- | ------------------------------------------------------------- | ------------------------------------------------------------- |
| Parti                                                         | Parti                                                         | Candidat                                                      | Votes                                                         | %                                                             |
|                                                               | Républicain                                                   | Steven Palazzo (sortant)                                      | 255 971                                                       | 100 %                                                         |
|                                                               | Les Républicains conservent                                   |                                                               |                                                               |                                                               |

### 2022
| Primaire Républicaine de 2022 du 4e district congressionnel de l'Iowa | Primaire Républicaine de 2022 du 4e district congressionnel de l'Iowa | Primaire Républicaine de 2022 du 4e district congressionnel de l'Iowa | Primaire Républicaine de 2022 du 4e district congressionnel de l'Iowa | Primaire Républicaine de 2022 du 4e district congressionnel de l'Iowa |
| --------------------------------------------------------------------- | --------------------------------------------------------------------- | --------------------------------------------------------------------- | --------------------------------------------------------------------- | --------------------------------------------------------------------- |
| Parti                                                                 | Parti                                                                 | Candidat                                                              | Votes                                                                 | %                                                                     |
|                                                                       | Républicain                                                           | Steven Palazzo (sortant)                                              | 16 387                                                                | 31,5                                                                  |
|                                                                       | Républicain                                                           | Mike Ezell                                                            | 13 020                                                                | 25,0                                                                  |
|                                                                       | Républicain                                                           | Clay Wagner                                                           | 11 698                                                                | 22,5                                                                  |
|                                                                       | Républicain                                                           | Brice Wiggins                                                         | 4 859                                                                 | 9,3                                                                   |
|                                                                       | Républicain                                                           | Carl Boyanton                                                         | 3 224                                                                 | 6,2                                                                   |
|                                                                       | Républicain                                                           | Raymond Brooks                                                        | 2 405                                                                 | 4,6                                                                   |
|                                                                       | Républicain                                                           | Kidron Peterson                                                       | 449                                                                   | 0,9                                                                   |

| Primaire Républicaine de 2022 du 4e district congressionnel du Mississippi | Primaire Républicaine de 2022 du 4e district congressionnel du Mississippi | Primaire Républicaine de 2022 du 4e district congressionnel du Mississippi | Primaire Républicaine de 2022 du 4e district congressionnel du Mississippi | Primaire Républicaine de 2022 du 4e district congressionnel du Mississippi |
| -------------------------------------------------------------------------- | -------------------------------------------------------------------------- | -------------------------------------------------------------------------- | -------------------------------------------------------------------------- | -------------------------------------------------------------------------- |
| Parti                                                                      | Parti                                                                      | Candidat                                                                   | Votes                                                                      | %                                                                          |
|                                                                            | Républicain                                                                | Mike Ezell                                                                 | 31 225                                                                     | 53,8                                                                       |
|                                                                            | Républicain                                                                | Steven Palazzo (sortant)                                                   | 26 849                                                                     | 46,2                                                                       |

| Primaire Démocrate de 2022 du 4e district congressionnel du Mississippi | Primaire Démocrate de 2022 du 4e district congressionnel du Mississippi | Primaire Démocrate de 2022 du 4e district congressionnel du Mississippi | Primaire Démocrate de 2022 du 4e district congressionnel du Mississippi | Primaire Démocrate de 2022 du 4e district congressionnel du Mississippi |
| ----------------------------------------------------------------------- | ----------------------------------------------------------------------- | ----------------------------------------------------------------------- | ----------------------------------------------------------------------- | ----------------------------------------------------------------------- |
| Parti                                                                   | Parti                                                                   | Candidat                                                                | Votes                                                                   | %                                                                       |
|                                                                         | Démocrate                                                               | Johnny DuPree                                                           | 9952                                                                    | 84,9                                                                    |
|                                                                         | Démocrate                                                               | David Sellers                                                           | 1 766                                                                   | 15,1                                                                    |

| Élection de 2022 du 4e district congressionnel du Mississippi | Élection de 2022 du 4e district congressionnel du Mississippi | Élection de 2022 du 4e district congressionnel du Mississippi | Élection de 2022 du 4e district congressionnel du Mississippi | Élection de 2022 du 4e district congressionnel du Mississippi |
| ------------------------------------------------------------- | ------------------------------------------------------------- | ------------------------------------------------------------- | ------------------------------------------------------------- | ------------------------------------------------------------- |
| Parti                                                         | Parti                                                         | Candidat                                                      | Votes                                                         | %                                                             |
|                                                               | Républicain                                                   | Mike Ezell                                                    | 127 813                                                       | 73,35                                                         |
|                                                               | Démocrate                                                     | Johnny DuPree                                                 | 42 876                                                        | 24,60                                                         |
|                                                               | Libertarien                                                   | Alden Johnson                                                 | 3 569                                                         | 2,05                                                          |
| Total des votes                                               | Total des votes                                               | Total des votes                                               | 174 258                                                       | 100 %                                                         |
|                                                               | Les Républicains conservent                                   |                                                               |                                                               |                                                               |

### 2024
| Primaire Républicaine de 2022 du 4e district congressionnel du Mississippi | Primaire Républicaine de 2022 du 4e district congressionnel du Mississippi | Primaire Républicaine de 2022 du 4e district congressionnel du Mississippi | Primaire Républicaine de 2022 du 4e district congressionnel du Mississippi | Primaire Républicaine de 2022 du 4e district congressionnel du Mississippi |
| -------------------------------------------------------------------------- | -------------------------------------------------------------------------- | -------------------------------------------------------------------------- | -------------------------------------------------------------------------- | -------------------------------------------------------------------------- |
| Parti                                                                      | Parti                                                                      | Candidat                                                                   | Votes                                                                      | %                                                                          |
|                                                                            | Républicain                                                                | Mike Ezell (sortant)                                                       | 52 028                                                                     | 73,1                                                                       |
|                                                                            | Républicain                                                                | Carl Boyanton                                                              | 13 432                                                                     | 18,9                                                                       |
|                                                                            | Républicain                                                                | Michael McGill                                                             | 5493                                                                       | 7,7                                                                        |

| Primaire Démocrate de 2022 du 4e district congressionnel du Mississippi | Primaire Démocrate de 2022 du 4e district congressionnel du Mississippi | Primaire Démocrate de 2022 du 4e district congressionnel du Mississippi | Primaire Démocrate de 2022 du 4e district congressionnel du Mississippi | Primaire Démocrate de 2022 du 4e district congressionnel du Mississippi |
| ----------------------------------------------------------------------- | ----------------------------------------------------------------------- | ----------------------------------------------------------------------- | ----------------------------------------------------------------------- | ----------------------------------------------------------------------- |
| Parti                                                                   | Parti                                                                   | Candidat                                                                | Votes                                                                   | %                                                                       |
|                                                                         | Démocrate                                                               | Craig Raybon                                                            | 9720                                                                    | 100%                                                                    |

| Élection de 2022 du 4e district congressionnel du Mississippi | Élection de 2022 du 4e district congressionnel du Mississippi | Élection de 2022 du 4e district congressionnel du Mississippi | Élection de 2022 du 4e district congressionnel du Mississippi | Élection de 2022 du 4e district congressionnel du Mississippi |
| ------------------------------------------------------------- | ------------------------------------------------------------- | ------------------------------------------------------------- | ------------------------------------------------------------- | ------------------------------------------------------------- |
| Parti                                                         | Parti                                                         | Candidat                                                      | Votes                                                         | %                                                             |
|                                                               | Républicain                                                   | Mike Ezell (sortant)                                          | TBD                                                           | TBD                                                           |
|                                                               | Démocrate                                                     | Craig Raybon                                                  | TBD                                                           | TBD                                                           |
| Total des votes                                               | Total des votes                                               | Total des votes                                               | TBD                                                           | 100 %                                                         |
|                                                               |                                                               |                                                               |                                                               |                                                               |